# Francisco Meneghini
Francisco Meneghini Correa (Rosario, 13 agosto 1988) è un allenatore di calcio argentino, tecnico del Defensa y Justicia.